# Az angol labdarúgó-bajnokság gólkirályai
Az alábbi listán az angol labdarúgó-bajnokság szezonjaiban legtöbb gólt szerző játékosok szerepelnek.

## Lista

### Football League (1888–1892)
| Szezon  | Gólkirály       | Gólok száma | Csapat            |
| ------- | --------------- | ----------- | ----------------- |
| 1888–89 | John Goodall    | 21          | Preston North End |
| 1889–90 | Jimmy Ross      | 24          | Preston North End |
| 1890–91 | Jack Southworth | 26          | Blackburn Rovers  |
| 1891–92 | John Campbell   | 32          | Sunderland        |

### Football League First Division (1892–1992)
| Szezon    | Gólkirály         | Gólok száma       | Csapat                  |
| --------- | ----------------- | ----------------- | ----------------------- |
| 1892–93   | John Campbell     | 31                | Sunderland              |
| 1893–94   | Jack Southworth   | 27                | Everton                 |
| 1894–95   | John Campbell     | 22                | Sunderland              |
| 1895–96   | Johnny Campbell   | 20                | Aston Villa             |
| 1895–96   | Steve Bloomer     | 20                | Derby County            |
| 1896–97   | Steve Bloomer     | 22                | Derby County            |
| 1897–98   | Fred Wheldon      | 21                | Aston Villa             |
| 1898–99   | Steve Bloomer     | 23                | Derby County            |
| 1899–1900 | Billy Garraty     | 27                | Aston Villa             |
| 1900–01   | Steve Bloomer     | 23                | Derby County            |
| 1901–02   | Jimmy Settle      | 18                | Everton                 |
| 1902–03   | Sam Raybould      | 31                | Liverpool               |
| 1903–04   | Steve Bloomer     | 20                | Derby County            |
| 1904–05   | Arthur Brown      | 22                | Sheffield United        |
| 1905–06   | Albert Shepherd   | 26                | Bolton Wanderers        |
| 1906–07   | Alex Young        | 30                | Everton                 |
| 1907–08   | Enoch West        | 27                | Nottingham Forest       |
| 1908–09   | Bert Freeman      | 38                | Everton                 |
| 1909–10   | Jack Parkinson    | 30                | Liverpool               |
| 1910–11   | Albert Shepherd   | 25                | Newcastle United        |
| 1911–12   | Harry Hampton     | 25                | Aston Villa             |
| 1911–12   | George Holley     | 25                | Sunderland              |
| 1911–12   | David McLean      | 25                | Sheffield Wednesday     |
| 1912–13   | David McLean      | 30                | Sheffield Wednesday     |
| 1913–14   | George Elliot     | 32                | Middlesbrough           |
| 1914–15   | Bobby Parker      | 35                | Everton                 |
| 1916–19   | Nem rendezték meg | Nem rendezték meg | Nem rendezték meg       |
| 1919–20   | Fred Morris       | 37                | West Bromwich Albion    |
| 1920–21   | Joe Smith         | 38                | Bolton Wanderers        |
| 1921–22   | Andy Wilson       | 31                | Middlesbrough           |
| 1922–23   | Charlie Buchan    | 20                | Sunderland              |
| 1923–24   | Wilf Chadwick     | 28                | Everton                 |
| 1924–25   | Frank Roberts     | 31                | Manchester City         |
| 1925–26   | Ted Harper        | 43                | Blackburn Rovers        |
| 1926–27   | Jimmy Trotter     | 37                | Sheffield Wednesday     |
| 1927–28   | Dixie Dean        | 60                | Everton                 |
| 1928–29   | Dave Halliday     | 43                | Sunderland              |
| 1929–30   | Vic Watson        | 41                | West Ham United         |
| 1930–31   | Tom Waring        | 49                | Aston Villa             |
| 1931–32   | Dixie Dean        | 44                | Everton                 |
| 1932–33   | Jack Bowers       | 35                | Derby County            |
| 1933–34   | Jack Bowers       | 34                | Derby County            |
| 1934–35   | Ted Drake         | 42                | Arsenal                 |
| 1935–36   | W. G. Richardson  | 39                | West Bromwich Albion    |
| 1936–37   | Freddie Steel     | 33                | Stoke City              |
| 1937–38   | Tommy Lawton      | 28                | Everton                 |
| 1938–39   | Tommy Lawton      | 35                | Everton                 |
| 1940–46   | Nem rendezték meg | Nem rendezték meg | Nem rendezték meg       |
| 1946–47   | Dennis Westcott   | 37                | Wolverhampton Wanderers |
| 1947–48   | Ronnie Rooke      | 33                | Arsenal                 |
| 1948–49   | Willie Moir       | 25                | Bolton Wanderers        |
| 1949–50   | Dickie Davis      | 25                | Sunderland              |
| 1950–51   | Stan Mortensen    | 30                | Blackpool               |
| 1951–52   | George Robledo    | 33                | Newcastle United        |
| 1952–53   | Charlie Wayman    | 24                | Preston North End       |
| 1953–54   | Jimmy Glazzard    | 29                | Huddersfield Town       |
| 1954–55   | Ronnie Allen      | 27                | West Bromwich Albion    |
| 1955–56   | Nat Lofthouse     | 33                | Bolton Wanderers        |
| 1956–57   | John Charles      | 38                | Leeds United            |
| 1957–58   | Bobby Smith       | 36                | Tottenham Hotspur       |
| 1958–59   | Jimmy Greaves     | 33                | Chelsea                 |
| 1959–60   | Dennis Viollet    | 32                | Manchester United       |
| 1960–61   | Jimmy Greaves     | 41                | Chelsea                 |
| 1961–62   | Ray Crawford      | 33                | Ipswich Town            |
| 1961–62   | Derek Kevan       | 33                | West Bromwich Albion    |
| 1962–63   | Jimmy Greaves     | 37                | Tottenham Hotspur       |
| 1963–64   | Jimmy Greaves     | 35                | Tottenham Hotspur       |
| 1964–65   | Andy McEvoy       | 29                | Blackburn Rovers        |
| 1964–65   | Jimmy Greaves     | 29                | Tottenham Hotspur       |
| 1965–66   | Willie Irvine     | 29                | Burnley                 |
| 1966–67   | Ron Davies        | 37                | Southampton             |
| 1967–68   | George Best       | 28                | Manchester United       |
| 1967–68   | Ron Davies        | 28                | Southampton             |
| 1968–69   | Jimmy Greaves     | 27                | Tottenham Hotspur       |
| 1969–70   | Jeff Astle        | 25                | West Bromwich Albion    |
| 1970–71   | Tony Brown        | 28                | West Bromwich Albion    |
| 1971–72   | Francis Lee       | 33                | Manchester City         |
| 1972–73   | Pop Robson        | 28                | West Ham United         |
| 1973–74   | Mick Channon      | 21                | Southampton             |
| 1974–75   | Malcolm Macdonald | 21                | Newcastle United        |
| 1975–76   | Ted MacDougall    | 23                | Norwich City            |
| 1976–77   | Malcolm Macdonald | 25                | Arsenal                 |
| 1976–77   | Andy Gray         | 25                | Aston Villa             |
| 1977–78   | Bob Latchford     | 30                | Everton                 |
| 1978–79   | Frank Worthington | 24                | Bolton Wanderers        |
| 1979–80   | Phil Boyer        | 23                | Southampton             |
| 1980–81   | Peter Withe       | 20                | Aston Villa             |
| 1980–81   | Steve Archibald   | 20                | Tottenham Hotspur       |
| 1981–82   | Kevin Keegan      | 26                | Southampton             |
| 1982–83   | Luther Blissett   | 27                | Watford                 |
| 1983–84   | Ian Rush          | 32                | Liverpool               |
| 1984–85   | Kerry Dixon       | 24                | Chelsea                 |
| 1984–85   | Gary Lineker      | 24                | Leicester City          |
| 1985–86   | Gary Lineker      | 30                | Everton                 |
| 1986–87   | Clive Allen       | 33                | Tottenham Hotspur       |
| 1987–88   | John Aldridge     | 26                | Liverpool               |
| 1988–89   | Alan Smith        | 23                | Arsenal                 |
| 1989–90   | Gary Lineker      | 24                | Tottenham Hotspur       |
| 1990–91   | Alan Smith        | 22                | Arsenal                 |
| 1991–92   | Ian Wright        | 29                | Crystal Palace/Arsenal  |

### Premier League (1992–)
| Szezon    | Gólkirály                 | Gólok száma | Csapat                               |
| --------- | ------------------------- | ----------- | ------------------------------------ |
| 1992–93   | Teddy Sheringham          | 22          | Nottingham Forest/ Tottenham Hotspur |
| 1993–94   | Andrew Cole               | 34          | Newcastle United                     |
| 1994–95   | Alan Shearer              | 34          | Blackburn Rovers                     |
| 1995–96   | Alan Shearer              | 31          | Blackburn Rovers                     |
| 1996–97   | Alan Shearer              | 25          | Newcastle United                     |
| 1997–98   | Chris Sutton              | 18          | Blackburn Rovers                     |
| 1997–98   | Dion Dublin               | 18          | Coventry City                        |
| 1997–98   | Michael Owen              | 18          | Liverpool                            |
| 1998–99   | Jimmy Floyd Hasselbaink   | 18          | Leeds United                         |
| 1998–99   | Michael Owen              | 18          | Liverpool                            |
| 1998–99   | Dwight Yorke              | 18          | Manchester United                    |
| 1999–2000 | Kevin Phillips            | 30          | Sunderland                           |
| 2000–01   | Jimmy Floyd Hasselbaink   | 23          | Chelsea                              |
| 2001–02   | Thierry Henry             | 24          | Arsenal                              |
| 2002–03   | Ruud van Nistelrooy       | 25          | Manchester United                    |
| 2003–04   | Thierry Henry             | 30          | Arsenal                              |
| 2004–05   | Thierry Henry             | 25          | Arsenal                              |
| 2005–06   | Thierry Henry             | 27          | Arsenal                              |
| 2006–07   | Didier Drogba             | 20          | Chelsea                              |
| 2007–08   | Cristiano Ronaldo         | 31          | Manchester United                    |
| 2008–09   | Nicolas Anelka            | 19          | Chelsea                              |
| 2009–10   | Didier Drogba             | 29          | Chelsea                              |
| 2010–11   | Dimitar Berbatov          | 20          | Manchester United                    |
| 2010–11   | Carlos Tévez              | 20          | Manchester City                      |
| 2011–12   | Robin van Persie          | 30          | Arsenal                              |
| 2012–13   | Robin van Persie          | 26          | Manchester United                    |
| 2013–14   | Luis Suárez               | 31          | Liverpool                            |
| 2014–15   | Sergio Agüero             | 26          | Manchester City                      |
| 2015–16   | Harry Kane                | 25          | Tottenham Hotspur                    |
| 2016–17   | Harry Kane                | 29          | Tottenham Hotspur                    |
| 2017–18   | Mohamed Szaláh            | 32          | Liverpool                            |
| 2018–19   | Mohamed Szaláh            | 22          | Liverpool                            |
| 2018–19   | Sadio Mané                | 22          | Liverpool                            |
| 2018–19   | Pierre-Emerick Aubameyang | 22          | Arsenal                              |
| 2019–20   | Jamie Vardy               | 23          | Leicester City                       |
| 2020–21   | Harry Kane                | 23          | Tottenham Hotspur                    |
| 2021–22   | Mohamed Szaláh            | 22          | Liverpool                            |
| 2021–22   | Szon Hungmin              | 22          | Tottenham Hotspur                    |
| 2022–23   | Erling Haaland            | 36          | Manchester City                      |
| 2023–24   | Erling Haaland            | 27          | Manchester City                      |
| 2024–25   | Mohamed Szaláh            | 29          | Liverpool                            |

#### Nemzetiség szerint
| Ország             | Játékosok | Összesen |
| ------------------ | --------- | -------- |
| Anglia             | 9         | 13       |
| Hollandia          | 3         | 5        |
| Franciaország      | 2         | 5        |
| Egyiptom           | 1         | 4        |
| Argentína          | 2         | 2        |
| Elefántcsontpart   | 1         | 2        |
| Norvégia           | 1         | 2        |
| Bulgária           | 1         | 1        |
| Dél-Korea          | 1         | 1        |
| Gabon              | 1         | 1        |
| Portugália         | 1         | 1        |
| Szenegál           | 1         | 1        |
| Trinidad és Tobago | 1         | 1        |
| Uruguay            | 1         | 1        |

#### Csapatonként
| Csapat            | Összesen |
| ----------------- | -------- |
| Liverpool         | 8        |
| Arsenal           | 6        |
| Manchester United | 5        |
| Chelsea           | 4        |
| Manchester City   | 4        |
| Tottenham Hotspur | 4        |
| Blackburn Rovers  | 3        |
| Newcastle United  | 3        |
| Coventry City     | 1        |
| Leeds United      | 1        |
| Leicester City    | 1        |
| Sunderland        | 1        |